# نبتة تلقائية
في مصطلحات البستنة وعلم النباتات، تعرف النباتات التلقائية بالنباتات التي تنمو من تلقاء نفسها، ولا يقوم الفلاح أوالبستاني بزراعتها. وغالبًا ما تنمو النباتات التلقائية من بذور تحملها الرياح، أو تسقطها الطيور وتختلط دون قصد مع السماد. وعلى خلاف الأعشاب الضارة، التي هي عبارة عن نباتات غير مرغوب فيها، فإنه يمكن رعاية النباتات التلقائية عند ظهورها وسقايتها وتسميدها.
إن النباتات التلقائية التي تنمو من أصناف بذور معينة لا يعتمد على «صحتها» وغالبًا ما تختلف بشكل كبير عن أصلها. هذا، ويمكن اختيار هذه النباتات مفتوحة التلقيح إن كانت خصائصها مرغوبة لتصبح أصنافًا جديدة.

## الزراعة
في الدورات الزراعية، يمكن اعتبار مجموعة النباتات الذاتية التي نمت في العام الماضي أعشابًا ضارة بالمحصول الحالي. على سبيل المثال، سوف ينبت القمح الشتوي كنبات تلقائي بمستويات عالية في محاصيل بذور اللفت التي تتطلب عادة إجراءات مراقبة كيميائية. في البحث الزراعي، عادة ما يستحب استخدام المحاصيل عالية النقاء، ولتحقيق ذلك عادة ما يتم تعيين مجموعة من العمال المؤقتين ليسيروا بين صفوف المحاصيل بحثًا عن النباتات التلقائية أو «الضارة» ويشار لهذه العملية باسم «الاجتثاث».